# El Marbouh
El Marbouh (en àrab المربوح, al-Marbūḥ; en amazic ⵍⵎⵔⴱⵓⵃ) és una comuna rural de la província d'El Kelâa des Sraghna, a la regió de Marràqueix-Safi, al Marroc. Segons el cens de 2014 tenia una població total de 8.774 persones.